# Дрейлинг, Иван Романович
Иван Романович Дрейлинг (нем. Johann Reinhold von Dreyling; 1793—1876) — тайный советник.

## Биография
Происходил из дворян Рижского уезда Лифляндской губернии. Родился 3 (14) января 1793 года в Риге в семье Рейнгольда Иоганна фон Дрейлинга (Reinhold Johann von Dreyling) (1748—1830) и его супруги Гертруды Шарлотты Лаакман (Gertruda Charlotte Laakmann) (1770—1832).
В возрасте 15 лет, 11 декабря 1808 года поступил на военную службу юнкером Малороссийского кирасирского полка; с 1 марта 1810 года – эстандарт-юнкер, с 8 мая 1811 года — корнет. С октября 1811 года — во вновь сформированном Новгородском кирасирском полку.
Во время Отечественной войны 1812 года отличился в сражениях при Смоленске, Шевардино; во время Бородинского сражения был ординарцем князя Михаила Илларионовича Кутузова. Затем сражался при Тарутино, Малоярославце, Вязьме и Красном. Участвовал в заграничных походах 1813—1814 годов; в начале января 1813 года был определён в распоряжение начальника Генерального штаба князя Петра Михайловича Волконского (1776-1852); с 26 января 1813 года — поручик, с 22 февраля 1813 года — штабс-ротмистр; отличился в сражении при Лютцене; 21 апреля 1813 года произведён в ротмистры. В мае 1813 года был прикомандирован «для исправления адъютантской должности» к генерал-лейтенанту барону Тильману, сражался при Вайсенфельсе, Альтенбурге, Мёзельвице (Meuselwitz), Цайце (Zeitz); в сражении под Лейпцигом получил контузию левой ноги ядром, убившим его лошадь. В 1814 году действовал в составе 3-го корпуса принца Саксен-Веймар-Эйзенахского в Нидерландах, отличился 19 марта 1814 года в сражении при Куртрэ. После перехода генерала Тильмана 9 апреля 1815 года на прусскую службу, 29 мая 1815 года был назначен плац-адъютантом Генерального штаба и в том же году во главе 5-го эскадрона Малороссийского кирасирского полка участвовал во втором походе во Францию.
С 25 февраля 1816 года находился в Стародубский кирасирский полк, 11 апреля 1819 года – майор Новгородского кирасирского полка, 20 марта 1824 года вышел в отставку.
В 1825 году поступил на гражданскую службу — в Департамент уделов. Затем служил в Почтовом ведомстве (почт-инспектор I округа; член Совета Почтового департамента); с 14 мая 1845 года имел чин действительного статского советника, с 20 октября 1859 года — тайный советник. Занимал должность частного пристава Риги. Вышел в отставку 27 июля 1869 года.
Умер 23 января (4 февраля) 1876 года в Гатчине в возрасте 83 лет.
Был внесён в VI часть дворянской родословной книги Санкт-Петербургской губернии определением от 22 января 1838 года.
Автор мемуаров, опубликованных в книге «1812 год. Воспоминания воинов русской армии» (М.: Мысль, 1991).

## Награды
- орден Св. Анны 3-й ст. (1812)
- орден Св. Владимира 4-й степени с бантом (1812)
- орден Св. Анны 2-й ст. с императорской короной (29.10.1813)
- орден Святого Иоанна Иерусалимского
- орден Св. Владимира 3-й степени
- орден Св. Станислава 1-й степени
- орден «Virtuti militari»
- серебряные медали «В память Отечественной войны 1812 года» и «За взятие Парижа»

## Семья
С 28 ноября 1820 года был женат на Катарине Вильгельмине фон Пейкер (Katharina Wilhelmina von Peucker) (21.11.1794—02.02.1873) с которой имел шестерых детей:
- Алексей (Friedrich Reinhold von Dreyling) (21.09.1821, Курск — 05.01.1879), погиб на Кавказе.
- Наталья (Gertruda Anna von Dreyling) (1822—1823)
- Константин (Johann von Dreyling) (01.06.1825, Рига — 10.05.1900, Москва), слонимский уездный предводитель дворянства[2][3]
- Фёдор (Franz von Dreyling) (1827 — не ранее 1900), военный врач, действительный статский советник[4]
- Валерия (Antonia Julia von Dreyling) (28.04.1828—21.04.1850), вторая супруга Степана Семёновича Куторги
- Павел (Paul von Dreiling) (19.08.1834—?)[5], его внучка Надежда Павловна Дрейлинг (07.06.1906—27.04.1993) — мать Н. Н. Дроздова. Павел Иванович 1 февраля 1880 года открыл в Рязани Коммерческую публичную библиотеку.